# フランソワ・ブノワ

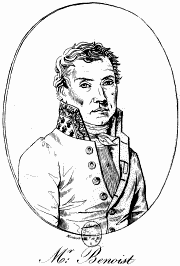
フランソワ・ブノワ

フランソワ・ブノワ（François Benoist、1794年9月10日 - 1878年5月6日）は、フランスの作曲家、オルガニスト、音楽教師である。カミーユ・サン＝サーンスなど、著名な音楽家の指導に当たったことなどで音楽史に名を留めている。

## 略歴
フランソワ・ブノワはナントで生まれ、パリ音楽院で音楽を学んだ。1815年に、作曲したカンタータ『Œnone』が評価され、ローマ賞を受賞した。1819年にオルガニスト（国王付オルガニスト）となり、パリ音楽院のオルガン科の教授となった。彼は後者の地位に、およそ半世紀もの間留まっている。
彼が指導に当たった生徒の中には、サン＝サーンスの他にも、セザール・フランク、シャルル・ルコック、ルイ・ジェームズ・アルフレッド・ルフェビュール＝ヴェリー、アドルフ・アダン、ラウール・プーニョなどが含まれている。
ブノワの作曲家としての業績は、音楽教師としての実績に比べ重要視されてはいないが、オペラやバレエ、レクイエムなどの曲と、数多くのオルガンのための作品を残している。
ブノワは1878年にパリで没した。

## 主な作品

### オペラ
- レオノーレとフェリクス（オペラ・コミック、1821年）
- オテロ（1844年）
- L'Apparition（1848年）

### バレエ
- ジプシー（1839年）
- 恋する悪魔（Le Diable amoureux、1840年）
- Nisida ou les Amazones des Açores（1848年）
- ひなぎく（Paquerette、台本テオフィル・ゴーティエ、振付アルチュール・サン＝レオン）

### その他
- Chœur d'adieu（1836年）
- Bibliothèque de l'organiste（全12巻、1841年 – 1861年）
- Messe de Requiem pour trois voix d'homme et une d'enfant, avec accompagnement d'orgue ad libitum（1842年）
- 二つの前奏曲（Deux Préludes、1860年）
- Recueil de quatre morceaux pour orgue : Andante, Fugue sur le "Pange lingua", Marche religieuse, Communion,（1861年）
- Messe à 4 voix, orgue et orchestre（1861年）